# Live at Cuesta College
Live at Cuesta College è il primo album dal vivo del gruppo musicale statunitense CPR, pubblicato nel 1998.

## Tracce
1. In My Dreams – 6:51
2. Tracks in the Dust – 5:48
3. Homewards Through the Haze – 6:21
4. Rusty & Blue – 9:50
5. Thousand Roads – 5:33
6. For Free – 7:28
7. Morrison – 6:54
8. Somehow She Knew – 9:46
9. 'Til It Shines on You – 4:56
10. Time Is the Final Currency – 8:01
11. Where Will I Be/Page 43 – 6:06
12. Delta – 5:53
13. Déjà Vu – 12:13
14. One for Every Moment – 5:53
15. Guinnevere – 7:13
16. Wooden Ships – 10:12

## Formazione
- David Crosby
- Jeff Pevar
- James Raymond